# Moanin’

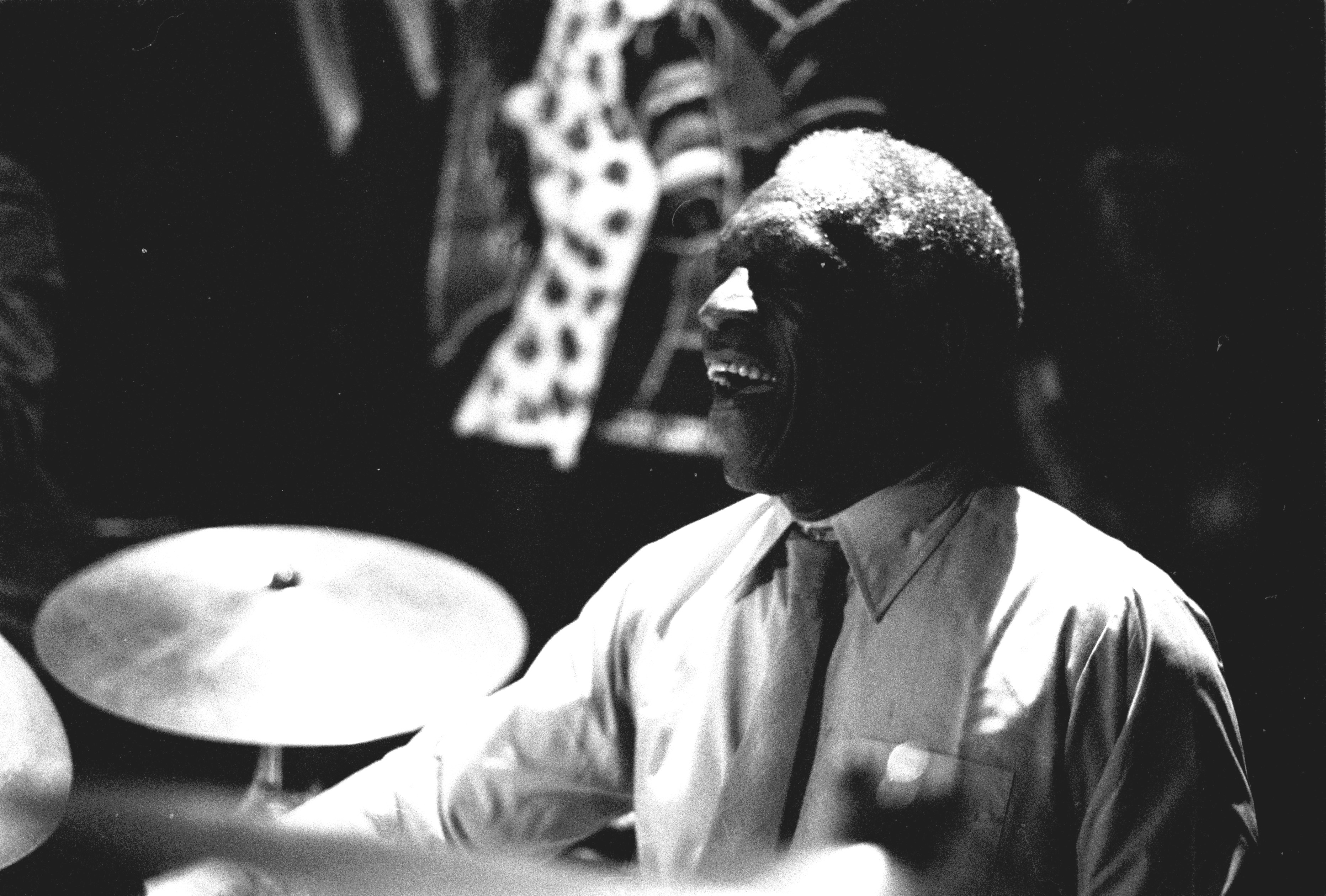

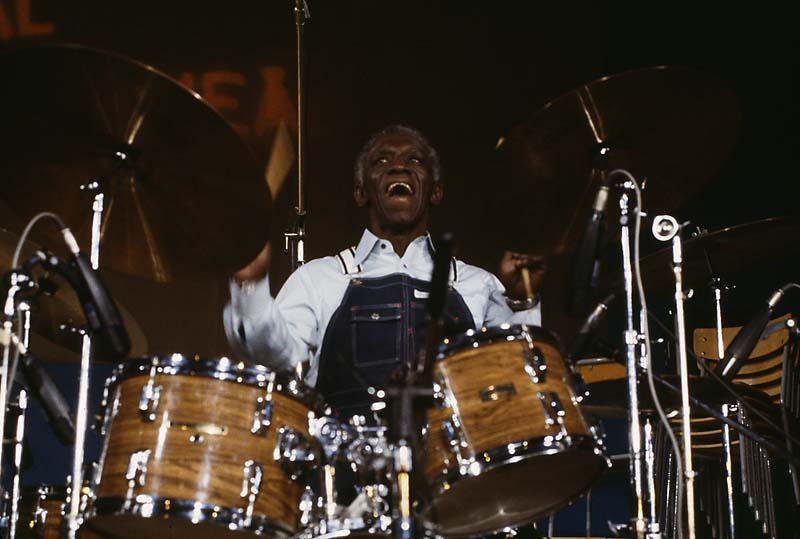

A Moanin az Art Blakey és a Jazz Messengers 1958-ban rögzített dzsesszalbuma.
Több év után ez volt Blakey nagy sikerű, maradandó albuma különös tekintettel az azóta is gyakran játszott címadó darabra. Bobby Timmons zongorista nagyban hozzájárult a maradandó sikerhez.

## Lemez
LP
Moanin' (Bobby Timmons) – 9:35
Are You Real – 4:50
Along Came Betty – 6:12
The Drum Thunder Suite – 7:33
Blues March – 6:17
Come Rain or Come Shine (Harold Arlen, Johnny Mercer) – 5:49
CD
Warm-up and dialogue between Lee Morgan and Rudy Van Gelder – 0:35
Moanin' (Timmons) – 9:35
Are You Real – 4:50
Along Came Betty – 6:12
The Drum Thunder Suite – 7:33
Blues March – 6:17
Come Rain or Come Shine (Arlen, Mercer) – 5:49
Moanin' (Timmons) – 9:19